# Slipstream (video)
Slipstream (1981) je video od skupiny Jethro Tull, nahrané v průběhu roku 1980 na koncertním turné k albu A.
Původně bylo vydáno jako VHS a laserdisc, v roce 2003 vyšlo na DVD.
 Toto video je též obsaženo na bonusovém vydání DVD alba A (2004).

## Obsazení
- Ian Anderson (flétna, zpěv)
- Martin Barre (elektrická kytara)
- Mark Craney (bicí)
- Dave Pegg (baskytara)
- Eddie Jobson (klávesy, elektrické housle)

## Seznam stop
- Úvod – 3:27
- Black Sunday – 6:23
- Dun Ringill – 2:37 (music video)
- Fylingdale Flyer – 4:03 (music video)
- Songs From the Wood – 3:35
- Heavy Horses – 7:25
- Sweet Dream – 4:04 (music video)
- Too Old to Rock 'n' Roll – 5:37 (music video)
- Skating Away – 3:36
- Aqualung – 8:57
- Locomotive Breath – 6:25
- Titulky – 1:05